# السعودية في دورة الألعاب الآسيوية لذوي الاحتياجات الخاصة 2018
المملكة العربية السعودية شاركت في 2018 الألعاب الآسيوية الفقرة الذي عقدت في جاكرتا، إندونيسيا من 6 إلى 13 أكتوبر 2018. ويتكون وفد المملكة العربية السعودية من 27 رياضيا تنافسوا في 3 رياضات ، وهي ألعاب القوى ورفع الأثقال وكرة السلة على الكراسي المتحركة. تم الفوز بجميع ميداليتها في رياضة ألعاب القوى.

## حائز على الميدالية

### ميدالية الرياضة
| الرياضة     | الأول | الثاني | الثالث | المجموع |
| ألعاب القوى | 2     | 3      | 3      | 8       |
| المجموع     | 2     | 3      | 3      | 8       |

### حائز على الميدالية
| ميدالية | الاسم        | الرياضة     | الحدث                 |
| ------- | ------------ | ----------- | --------------------- |
| ذهبية   | أحمد العدوي  | ألعاب القوى | الرجال 200m T35       |
| ذهبية   | نور صنعاء    | ألعاب القوى | الرجال 400m T44/62/64 |
| فضية    | أحمد عدوي    | ألعاب القوى | الرجال 100m T35       |
| فضية    | نور صنعاء    | ألعاب القوى | الرجال 200m T44/62/64 |
| فضية    | هاني النخلي  | ألعاب القوى | الرجال النار وضعت F33 |
| برونزية | علي النخلي   | ألعاب القوى | الرجال 100m T37       |
| برونزية | فهد الجنادل  | ألعاب القوى | الرجال 100m T53       |
| برونزية | راضي الحارثي | ألعاب القوى | نادي الرجال رمي F51   |